# Houille
De Houille (Waals: Houye) is een zijrivier van de Maas, die ontspringt in Gedinne in de provincie Namen. De loop van de Houille (door het Woud van de Semois en de Houille) vormt af en toe de grens met Frankrijk vooraleer ze in Givet op een hoogte van 110 meter uitmondt in de Maas.
De Houille ontspringt op een hoogte van 480 meter op het grondgebied van de gemeente Gedinne, op het plateau van Croix Scaille, het hoogste punt van de provincie Namen. De rivier vloeit naar het noorden door een bosrijk gebied en door diverse dorpjes, waaronder Gedinne en Vencimont, draait dan naar het westen tot aan de samenvloeing met de Hulle op de grens met Frankrijk, en vervolgens terug noordelijk tot in Givet. Ze vormt voor een aantal kilometers de grens tussen Frankrijk en België. De totale lengte is 35,1 km, het verval 283 m.
De Houille ontvangt op zijn loop het water van tientallen zijriviertjes, waarvan de belangrijkste de Houillette, de Hiek en de Hulle.
In de winter is het een snelstromende rivier, in de zomer een rustige stroom. In Vencimont staan 2 watermolens aan de Houille. Vooral in de bovenloop tussen Gedinne en de Franse grens wordt de rivier hier en daar gekoloniseerd door bevers (Castor fiber).

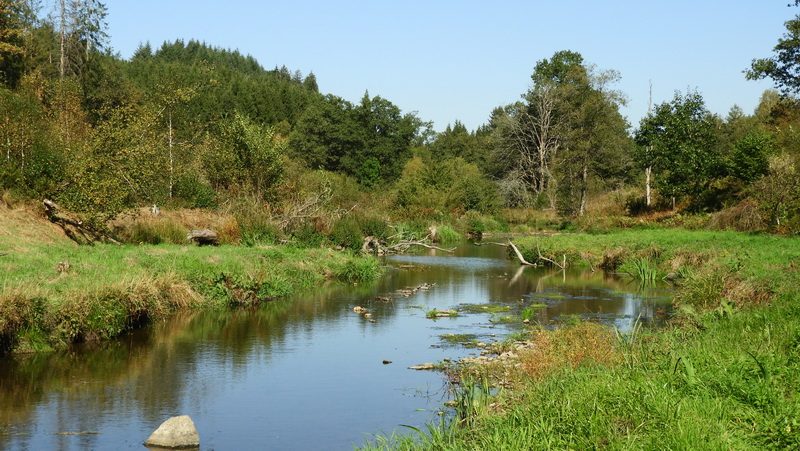
Beverdammen op de Houille

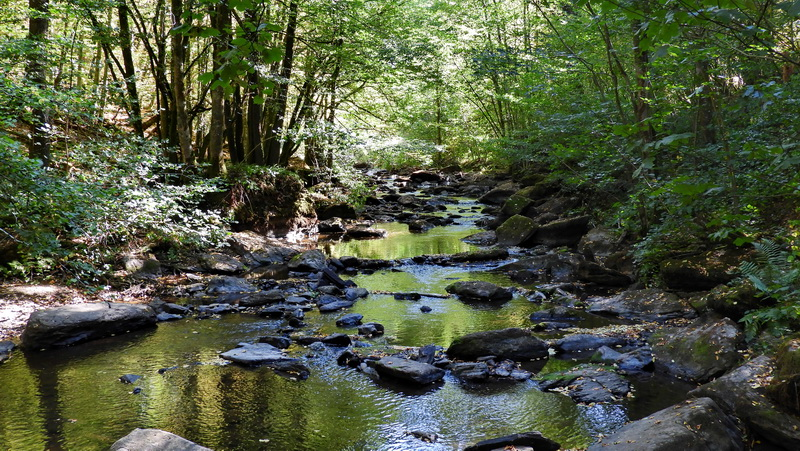
De Houille nabij Vencimont